# Oxiartes
Oxiartes (siglo IV a. C.) fue un noble bactriano, padre de Roxana, la esposa de Alejandro Magno. Primero se le menciona como uno de los jefes que acompañó a Besos en su repliegue a través del río Oxo (moderno Amu Daria) en Sogdiana (329 a. C.). Después de la muerte de Besos, Oxiartes dejó a su esposa e hijas por su seguridad en una fortaleza en la roca Sogdiana, que era considerada impenetrable, pero que sin embargo pronto cayó en las manos de Alejandro, que no solamente trató a sus cautivos con respeto y atención, sino que se quedó encantado con la belleza de Roxana y decidió hacerla su esposa.
Oxiartes, al enterarse de estos acontecimientos, decidió acelerar su sumisión al conquistador, quien lo recibió con una distinción extrema; y celebró con un banquete magnífico las nupcias de su hija con el rey, año 327 a. C. Poco después se le encuentra actuando con éxito al lograr convencer a Chorienes para entregar su fortaleza en la roca; y en un período posterior Alejandro lo nombró sátrapa de la provincia de Parapamisos en India.
En esta posición continuó hasta la muerte de Alejandro Magno (323 a. C.) y fue confirmado en su gobierno en la primera división de las provincias inmediatamente después de ese acontecimiento, y en el posterior Pacto de Triparadiso, (321 a. C.).
En un período posterior aparece enviando una fuerza pequeña en ayuda de Eumenes; pero después de la muerte de este general 316 a. C., parece que se avino a los términos de Antígono I Monóftalmos, que trataba de imponerse como la autoridad superior, con el que el habría encontrado difícil entenderse. Parece probable que muriera antes de la expedición de Seleuco I Nicátor contra la India, al que encontramos cediendo el Parapamisos a Chandragupta Maurya, sin ninguna mención de Oxiartes.